# Observatoire de la déontologie de l'information
Pour les articles homonymes, voir ODI.
L'Observatoire de la déontologie de l’information (ODI) est une association créée en septembre 2012. Elle analyse d'un point de vue déontologique l’information diffusée par les médias français,. Fin 2019, l'Observatoire annonce la fondation du Conseil de déontologie journalistique et de médiation. L'Observatoire met fin à ses activités en 2020.

## Création et objectifs
L'ODI a été créé en septembre 2012 avec le sentiment de « la nécessité et l’urgence de répondre à la défiance croissante des publics ». Didier Epelbaum, journaliste retraité de France Télévisions et président de l'ODI, déclare qu'il s'agit « d'améliorer la qualité de l'information » et d'essayer de remédier à « une image du journaliste assez déplorable ».
La genèse de la création de cette association remonte à 2008, lors des états généraux de la presse, au cours desquels a été évoquée l'élaboration d'un code de déontologie commun à toute la profession et la création d'un Conseil de presse qui inciterait à la responsabilisation des médias.
Patrick Eveno, professeur en histoire des médias à Université Panthéon-Sorbonne et membre du bureau de l’ODI, déclare : « Nous ne sommes pas Acrimed ». Plutôt que d'insister sur une analyse exhaustive de l'information, l'ODI entend soutenir la création d'instances de régulation, notamment un Conseil de la presse. Il regrette que la France ne soit pas dotée d'une structure dédiée, comme dans « vingt et un pays en Europe ». Patrick Eveno précise qu'il ne s'agit pas « de créer un ordre des journalistes coercitif comme il existe pour les médecins ». Pierre Ganz, vice président de l'ODI, estime qu'un tel Conseil permettrait de regagner la confiance du public.
L'ODI rend public un rapport chaque année. Son premier rapport est publié en 2013,,.
L'ODI est composé de journalistes, de représentants des entreprises de médias, et du public. En 2017, l'ODI est constituée de treize associations et syndicats de journalistes professionnels, dix-neuf entreprises et syndicats d’entreprises de médias, et sept associations de représentants du public. L'Agence France Presse, le journal Le Monde, ou encore France Télévisions sont membres de l'association.

## Histoire
En 2017, le rapport annuel de l'ODI est débattu lors des 10es Assises du journalisme. L'ODI estime qu'un « vent mauvais souffle sur l'information », notamment car les rédactions sont mises sous pression économique et politique. Selon La Croix, l'ODI « met en garde contre une volonté de peser sur la liberté d’informer, à des fins sécuritaires, mercantiles ou politiques. Sans nier des erreurs ou dérives de la profession, il rappelle que le journalisme est une composante essentielle de la démocratie ». Ce rapport publié en 2017 relève 366 manquements à la déontologie.
Le rapport 2018, présenté en mars aux Assises du journalisme à Tours, couvre notamment l'élection présidentielle de 2017, indiquant que celle-ci« a été émaillée d'incidents entre hommes politiques et journalistes, les premiers cherchant de plus en plus à se passer des seconds pour diffuser leurs messages formatés à leur seule convenance, ou se livrant à un média bashing pour se dégager d'informations les mettant en cause ou ne leur convenant pas, au risque d'affaiblir la démocratie dont la liberté d'informer et d'être informé est un des piliers ». Le rapport dénonce des tentatives d'intimidations des journalistes via des plaintes en justice ou des menaces de plainte effectuées par des entreprises privées, et aussi « de l'Élysée ».
En novembre 2019, après avoir travaillé plusieurs années à la mise en place d'un conseil de déontologie journalistique, l'Observatoire annonce la fondation du Conseil de déontologie journalistique et de médiation, qu'il présente comme un « organe professionnel d’autorégulation, indépendant de l’État », servant en particulier d’« instance de médiation et d’arbitrage entre les médias, les rédactions et leurs publics »,.
L'association cesse ses activités en 2020. Le Conseil de déontologie journalistique et de médiation prend la suite de l'ODI et met ses archives à disposition,.

## Positionnement
Selon le rapport de l'ODI de 2018, il vaut mieux pour combattre les fake news « cultiver les usages professionnels et la déontologie » plutôt que voter une loi anti-fake news.